# Meriania prunifolia
Meriania prunifolia är en tvåhjärtbladig växtart som beskrevs av David Don. Meriania prunifolia ingår i släktet Meriania och familjen Melastomataceae. Inga underarter finns listade i Catalogue of Life.